# واي أوف ذا ساموراي
واي أوف ذا ساموراي (بالإنجليزية: Way of the Samurai)‏ (باليابانية: 侍) ، هي لعبة إلكترونية من نوع أكشن مغامرات ، صدرت عام 2002م ، وهي الجزء الأول من سلسلة واي أوف ذا ساموراي ، وتبدأ اللعبة حول رجل الساموراي في فترة الإقطاع اليابانية.

## مصدر
1. ↑   نسخة محفوظة 16 مايو 2010 على موقع واي باك مشين.
2. ↑  プレイステーション2 - 侍~SAMURAI~. Weekly Famitsu. No.915 Pt.2. Pg.90. 30 June 2006.

## وصلة خارجية
- Acquire page